# 八號會所
八號會所（英語：Club 8）是一支瑞典獨立流行樂團，由女主唱卡罗利娜·科姆斯泰特（Karolina Komstedt）和负责作曲及伴奏的约翰·安格尔高（Johan Angergård）组成。

## 历史
乐团成立于1995年，1996年出版第一张唱片《Nouvelle》。七年里，他们曾经在不同的唱片公司出版唱片，其中包括西班牙甜美夏日名厂Siesta公司，后来离开，选择了DIY的自主之路，自行制作唱片，然后交由不同的唱片公司发行，因为这样的方式可以直抒真我情怀.
乐队的标志是女主唱Karolina的飘逸嗓音，七年来，这把声音在多少个寒风袭来的夜晚给无数孤寂心灵带来一丝暖意；乐队的主脑是Johan，他负责Club 8所有歌曲的创作和乐器，同时还和弟弟组成另一支乐队The Acid Kings；除此之外，以音乐为生的他还拥有一间录音棚Summersound Studio，出版了很多专供夏日聆听的惬意声响；最后，他还是Labrador唱片公司的要员。Club 8有很多怪习惯，比如说他们不希望太出名，又比如说他们觉得瑞典当地的流行榜上多数是一些垃圾音乐。他们也从来不作现场演出，因为乐队中只有两个人，现场演出无法表现所有乐器，除非是事先制作音乐在现场卡拉OK或者邀请其他乐手，但这都是他们所厌恶的；他们讨厌彩排，也从来不彩排自己的歌曲----“现场演奏是浪费时间，我们不喜欢、也无法在现场好好演奏”----仿佛他们生来只为在录音棚里制作美妙的声音。他们习惯把歌写好后，就马上在自己的录音棚里录音，因为这样可以更好地保留创作时最初始的感觉。一般来说，他们的歌曲成品做好离创作的时间最多只有一个星期，有时甚至只是几分钟。Club 8依然能走出一条吸引人的路线，是因为他们淡淡地为Indie Pop抹上了一层synth-pop外衣，这点和Trembling Blue Stars的作法有点类似，Club 8巧到好处电化，并没有掩盖自身清新流行的guitar-based主线.即使这次Club 8试着带出一些类似"Say A Prayer"这样充满太空迷离电子的深沉作品，也不乏过去那份初恋般的可爱.主音Karolina的轻谈浅唱，而负责词曲创作的Johan有时也会羞涩地唱着和音，听着Club 8,就如春风抚面，无论是阳光明媚的早上或者是繁星闪烁的夜晚都是欣赏Club 8音乐的绝佳时光.

## 成員
- Karolina Komstedt——主唱
- Johan Angergård——吉他

## 音乐作品

### 專輯
- Nouvelle (1996)
- The Friend I Once Had (1998)
- Club 8 (2001)
- Spring Came, Rain Fell (2002)
- Strangely Beautiful (2003)
- The Boy Who Couldn't Stop Dreaming (2007)
- The People's Record (2010)
- Above The City (2013)[3]
- Pleasure (2015)
- Golden Island (2018)

### 單曲
- "Me Too" (1995)
- "Missing You" (1998)
- "Missing You: The Remixes" (1999)
- "Love in December" (2002)
- "Summer Songs" (2002)
- "Saturday Night Engine" (2003)
- "Heaven" (2007)
- "Jesus, Walk With Me" (2008)
- "Shape Up!" (2010)
- "Closer Now" (2010)
- "Kill Kill Kill" (2012)
- "Stop Taking My Time" (2013)
- "I'm Not Gonna Grow Old" (2013)
- "Love Dies" (2015)